# Claudaxylia dinshoense
Claudaxylia dinshoense là một loài bướm đêm trong họ Noctuidae.